# Patrick Needham (5e comte de Kilmorey)
Francis Jack Richard Patrick Needham, 5e comte de Kilmorey (4 octobre 1915 - 12 avril 1977), connu sous le nom de Patrick Needham et après 1961 sous le nom de Patrick Kilmorey, est un pair irlandais.

## Biographie
Il est le fils du major Francis Edward Needham, fils cadet du 3e comte de Kilmorey, et de Blanche Esther Combe, et succède à son oncle en 1961. Il n'hérite pas des domaines de Kilmorey sur Morne Park, près de Kilkeel en Irlande du Nord, mais de la valeur du contenu du domaine. Selon Richard Needham (actuel comte de Kilmorey, dans son livre "Battling For Peace Northern Ireland Longest Serving British Minister" (1999)), le cinquième comte ne croyait pas que sa propre famille souhaiterait vivre à nouveau en Irlande du Nord. Norah, comtesse de Kilmorey, sa tante et veuve du 4e comte, continue à vivre à Morne Park jusqu'à sa mort en 1985, et le domaine passe à d'autres membres de la famille.
Il épouse Helen Bridget Faudel-Phillips, fille de Lionel Faudel-Phillips, 3e baronnet. Ils ont trois fils, dont son héritier Richard Needham.